# ميشيل رينالدي
ميشيل رينالدي (بالإيطالية: Michele Rinaldi)‏ (9 يناير 1987 إيطاليا - ) هو لاعب كرة قدم إيطالي يلعب كمدافع.

## روابط خارجية
- ميشيل رينالدي على موقع قاعدة بيانات كرة القدم.إي يو (الإنجليزية)
- ميشيل رينالدي على موقع Soccerway.com (الإنجليزية)
- ميشيل رينالدي على موقع عالم كرة القدم.نت (الإنجليزية)